# Чорній Святослав
Святослав Чорній (нар. 1954, Аделаїда) — австралійський маляр, скульптор і кіносценограф українського походження. Син Мстислави Чорній.

## Життєпис
Народився в Аделаїді (Австралія), де закінчив мистецьку школу і згодом відбув студійну подорож по Європі і Північній Африці.
Учасник групових і міжстейтових виставок; індивідуальні виставки 1978, 1981, 1984.
Сценограф кінострічок «The Living Dangerously», «Wall to Wall», «Undercover» а інших.